# Stadtteile der Stadt Zürich
Zürichs Stadtteile setzen sich aus 12 Kreisen zusammen, die jeweils aus einem bis vier der insgesamt 22 Stadtquartiere bestehen. Für statistische Zwecke wurden die Stadtquartiere, die deckungsgleich sind mit den Stadtkreisen, nochmals untergliedert. Damit besteht Zürich aus 34 statistischen Quartieren und über 200 statistischen Zonen.

## Geschichte

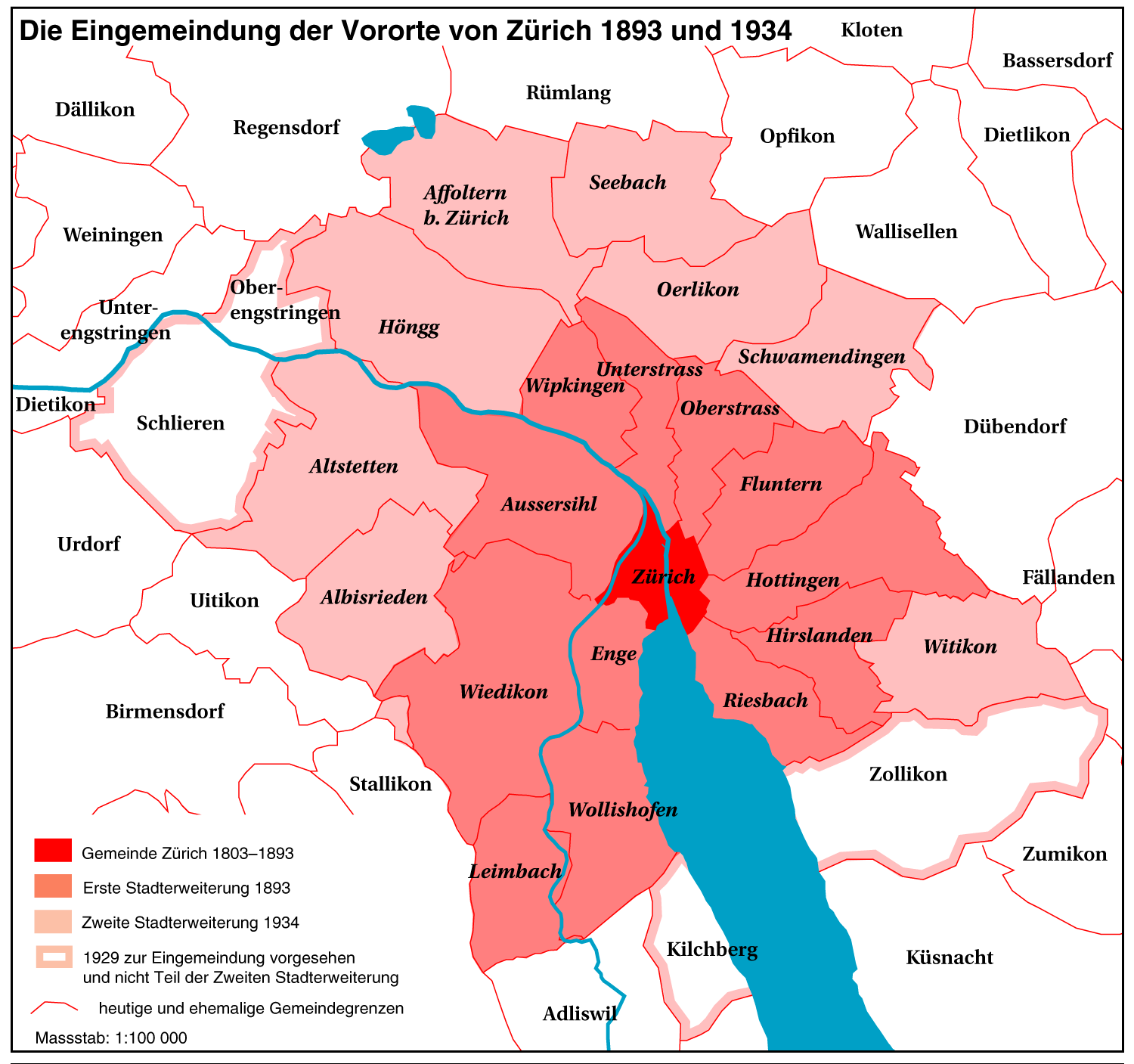
Die Eingemeindung der Zürcher Vororte 1893 und 1934

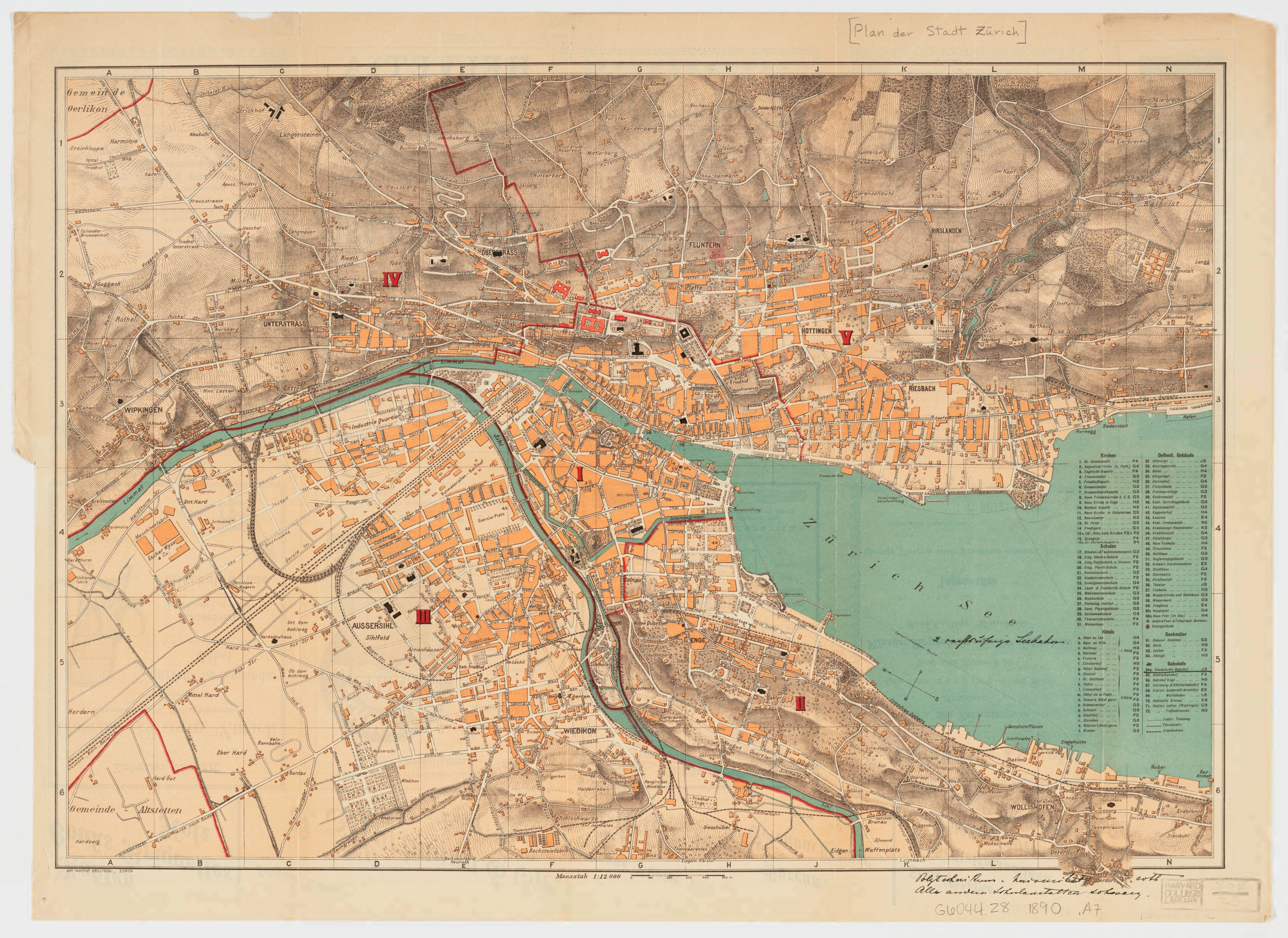
Stadtplan mit den Stadtkreisen I bis V (ca. 1894)

Ihren Ursprung haben diese Stadtteile in den Eingemeindungen von 1893 und 1934, als das Gebiet der Stadt Zürich um insgesamt 19 selbständige Gemeinden erweitert wurde.
Diese neuen Stadtteile hatten zum Teil noch ein eigenständiges Dorf- oder Quartierleben, das in den Quartiervereinen weiter gepflegt wurde. Noch heute setzen sich diese Vereine für die Interessen der lokalen Bevölkerung ein. Auch Zünfte und Sektionen von Parteien sind im Alltag der Kreise und Stadtquartiere präsent.

### Eingemeindung 1893
Nach der Eingemeindung von 1893 entstanden die folgenden Stadtkreise:
- Kreis I: Altstadt mit Selnau
- Kreis II: Enge, Wollishofen und Leimbach
- Kreis III: Wiedikon und Aussersihl
- Kreis IV: Wipkingen, Unter- und Oberstrass
- Kreis V: Fluntern, Hottingen, Hirslanden und Riesbach

Der Kreis I bestand aus dem alten Teil der Stadt, Kreis II umfasste alle Gebiete zwischen Sihl und Zürichsee und zusätzlich Leimbach, Kreis III umfasste die Gebiete links von Sihl und Limmat ohne Leimbach, die Kreise IV und V lagen beide rechts der Limmat. Die Grenze zwischen den beiden Stadtkreisen verlief ungefähr vom Polytechnikum in Richtung Nordwesten. Die Stadt zählte 121 057 Einwohner.

### Gemeindeordnung 1913
Mit der Gemeindeordnung von 1913 werden die Stadtkreise neu aufgeteilt und mit arabischen statt römischen Ziffern bezeichnet:
- Kreis 1: Altstadt mit Selnau
- Kreis 2: Enge, Wollishofen und Leimbach
- Kreis 3: Wiedikon
- Kreis 4: Aussersihl
- Kreis 5: Industriequartier
- Kreis 6: Wipkingen, Unter- und Oberstrass
- Kreis 7: Fluntern, Hottingen und Hirslanden
- Kreis 8: Riesbach

Die Kreise 1 und 2 bleiben unverändert. Die ehemalige Gemeinde Wiedikon wird ein eigener Stadtkreis, ebenso die Gemeinde Aussersihl, von der aber noch das Industriequartier als eigener Stadtkreis 5 abgetrennt wird. Aus dem ehemaligen Stadtkreis IV wird der Stadtkreis 6. Riesbach wird ein eigener Stadtkreis mit der Nummer 8.

### Eingemeindung 1934
Bei der zweiten Eingemeindung wurden zusätzlich die heutigen Stadtkreise 9 bis 12 geschaffen:
- Kreis 9: Altstetten und Albisrieden
- Kreis 10: Höngg und Wipkingen
- Kreis 11: Affoltern, Oerlikon und Seebach
- Kreis 12: Schwamendingen

Die bestehenden Kreise blieben unverändert, bis auf die Kreise 6 und 7. Aus dem Kreis 6 wurde Wipkingen herausgelöst und dem Kreis 10 zugeteilt. Kreis 7 wurde durch Witikon ergänzt.
Schwamendingen mit seinen ca. 2'460 Einwohnern (1930), die damals knapp 0,85 % der Zürcher Bevölkerung (290'937, 1930) ausmachten, gehörte bei der Eingemeindung zusammen mit Affoltern, Oerlikon und Seebach zum Kreis 11. Erst 1970 / 1971 wurde Schwamendingen, welches überproportional wuchs und 1970 mit seinen 33'869 Einwohnern bereits über 8,1 % der Zürcher Bevölkerung (417'972, 1970) ausmachte, aus dem Kreis 11 gelöst und einem neu gebildeten Kreis 12 zugeteilt. Siehe dazu auch Kreis 11 (Stadt Zürich).

## Verwaltungstechnische und politische Einteilung

### Kreise
Die sowohl für Verwaltung als auch die Bevölkerung wichtigste Gliederung sind die 12 Stadtkreise, wie sie 1913 entstanden sind. Diese sind im Uhrzeigersinn nummeriert, wobei das ursprüngliche Zürich vor der Eingemeindung 1893 den Kreis 1 ausmacht und die Kreise 9 bis 12 einen zweiten Ring von Nordwesten bis Nordosten bilden.
In jedem Kreis gibt es ein für die Wohnbevölkerung zuständiges Kreisbüro des Personenmeldeamtes, das unter anderem für Adressänderungen (An- und Abmeldungen), amtliche Atteste und Bestätigungen sowie die Bestellung von Identitätskarten zuständig ist.
Die stimmberechtigte Bevölkerung wählt in jedem Kreis einen Stadtammann mit Ordnungs- und Beglaubigungsaufgaben, der auch das jeweilige Betreibungsamt leitet. Als Besonderheit ist das Stadtammannamt Zürich 5 für die Überwachung des schweizerischen Zahlenlottos und von Tombolas auf dem Gebiet der Stadt Zürich verantwortlich.
Es gibt sechs Friedensrichterämter, die jeweils für zwei benachbarte Kreise zuständig sind (Kreise 1 & 2, 3 & 9, 4 & 5, 6 & 10, 7 & 8, 11 & 12). Die jeweiligen Friedensrichter oder Friedensrichterinnen werden ebenfalls von der stimmberechtigten Bevölkerung der jeweiligen Kreise gewählt.
Zudem bilden die Stadtkreise die Grundlage der Wahlkreise für die Gemeinde- und Kantonsratswahlen, wobei die Kreise 1 & 2, 4 & 5 sowie 7 & 8 zum Ausgleich der unterschiedlich grossen Bevölkerung zu je einem gemeinsamen Wahlkreis zusammengefasst sind. Die Mitglieder der jeweiligen Wahlbüros werden vom Gemeinderat aus den Reihen der stimmberechtigten Bevölkerung der jeweiligen Wahlkreise gewählt.
Daneben dienen die Kreise verwaltungsintern für die Zuteilung von Verantwortungsbereichen, wobei weitere Unterteilungen möglich sind. Als Beispiel erwähnt sind die Kreisarchitekten des Hochbauamtes, welche für Baubewilligungen zuständig sind.

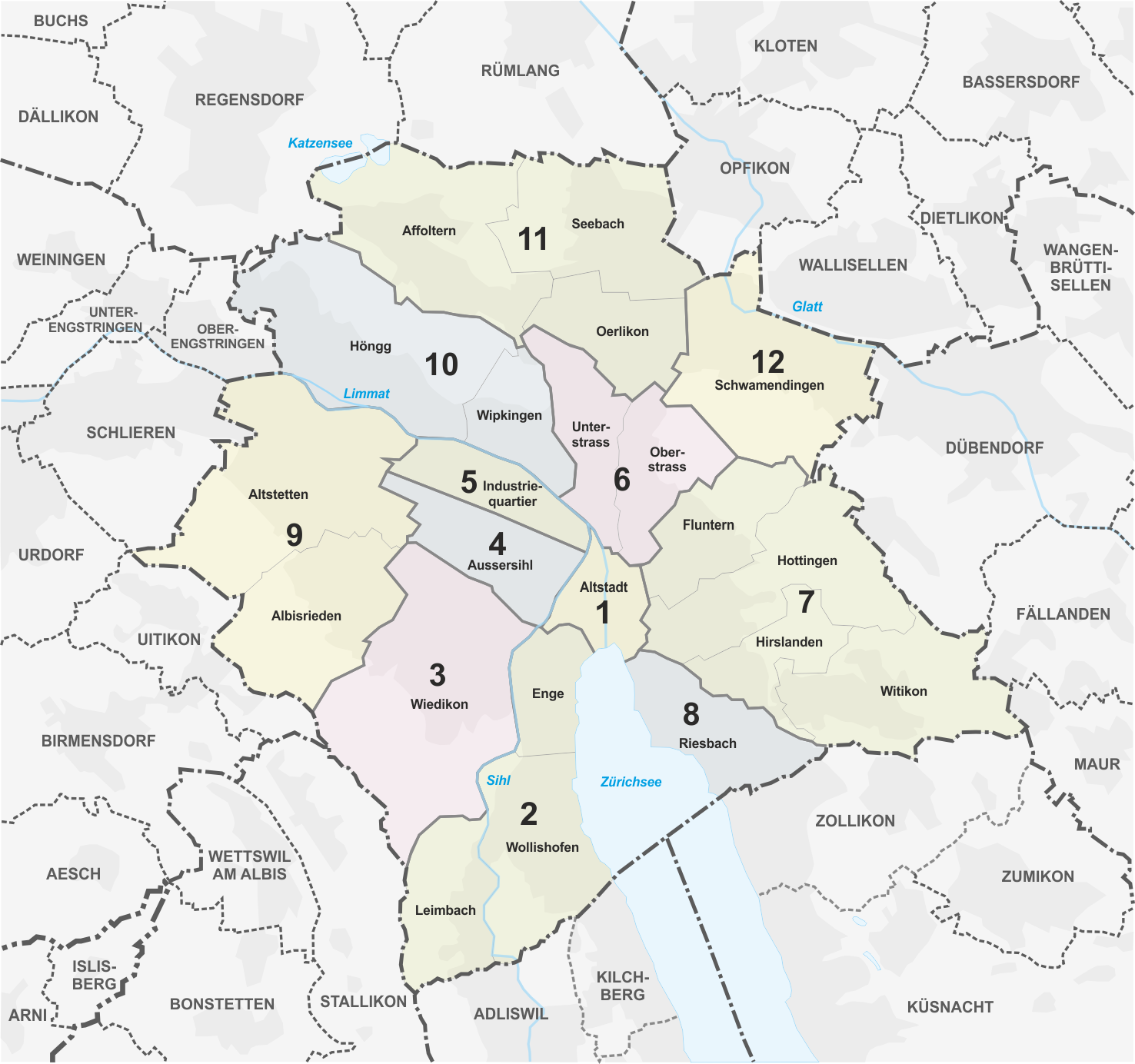
Stadtkreise und städtische Quartiere der Stadt Zürich

| Stadtkreis                | Fläche in km² | Einwohner Dez. 2023 | Dichte Einwohner/km² |
| ------------------------- | ------------- | ------------------- | -------------------- |
| Kreis 1 Altstadt          | 01,80         | 005'890             | 03'232               |
| Kreis 2                   | 11,07         | 037'639             | 03'254               |
| Kreis 3 Wiedikon          | 08,65         | 050'950             | 05'792               |
| Kreis 4 Aussersihl        | 02,90         | 029'944             | 10'008               |
| Kreis 5 Industriequartier | 01,99         | 015'874             | 07'942               |
| Kreis 6                   | 05,10         | 035'688             | 06'932               |
| Kreis 7                   | 15,02         | 039'647             | 02'574               |
| Kreis 8 Riesbach          | 04,81         | 017'860             | 03'704               |
| Kreis 9                   | 12,07         | 059'841             | 04'729               |
| Kreis 10                  | 09,09         | 041'411             | 04'512               |
| Kreis 11                  | 13,42         | 078'801             | 05'736               |
| Kreis 12 Schwamendingen   | 05,97         | 033'537             | 05'470               |
| Zürich                    | 91,88         | 434'736             | 04'944               |

### Statistische Quartiere und Zonen

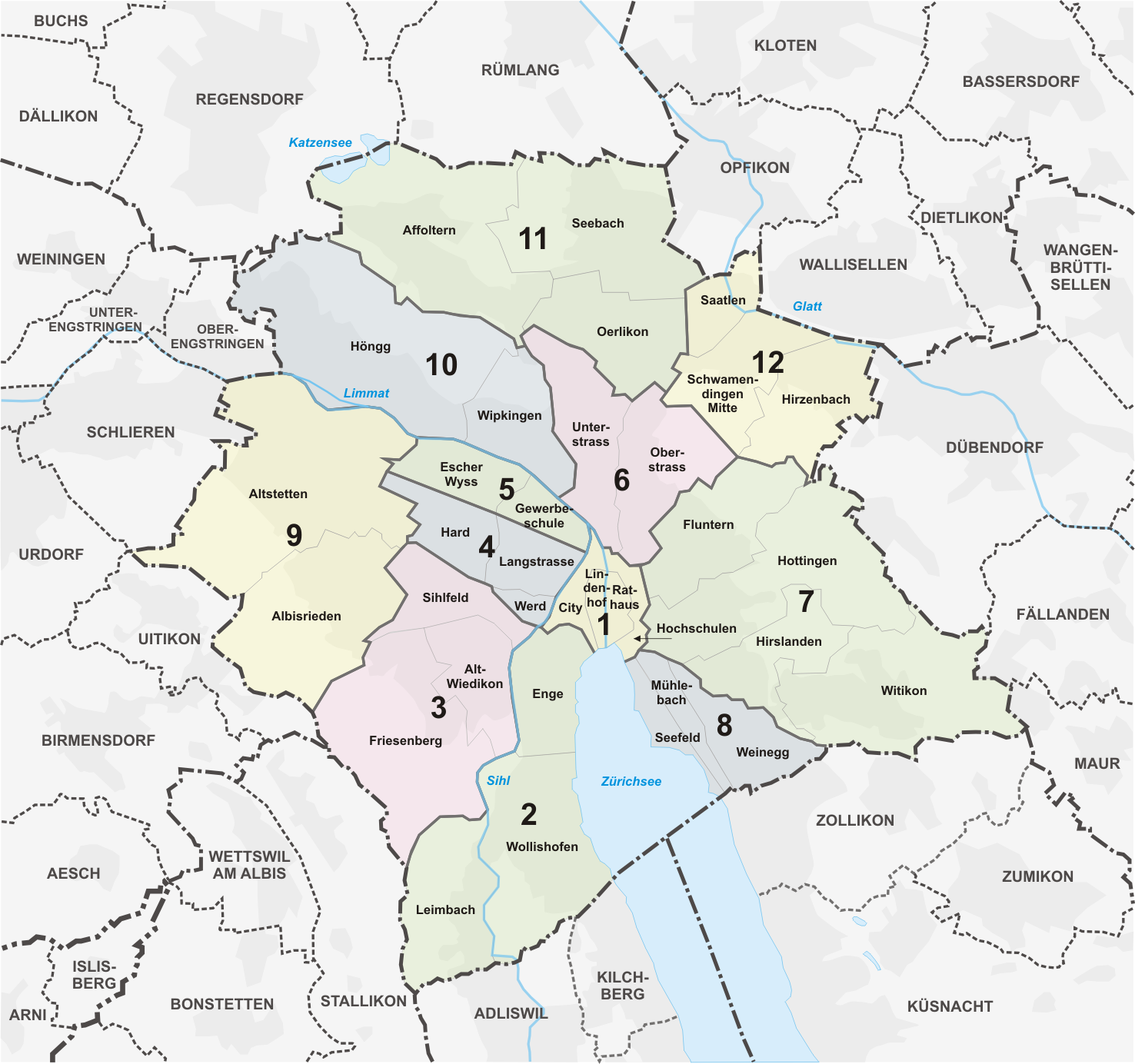
Stadtkreise und statistische Quartiere der Stadt Zürich

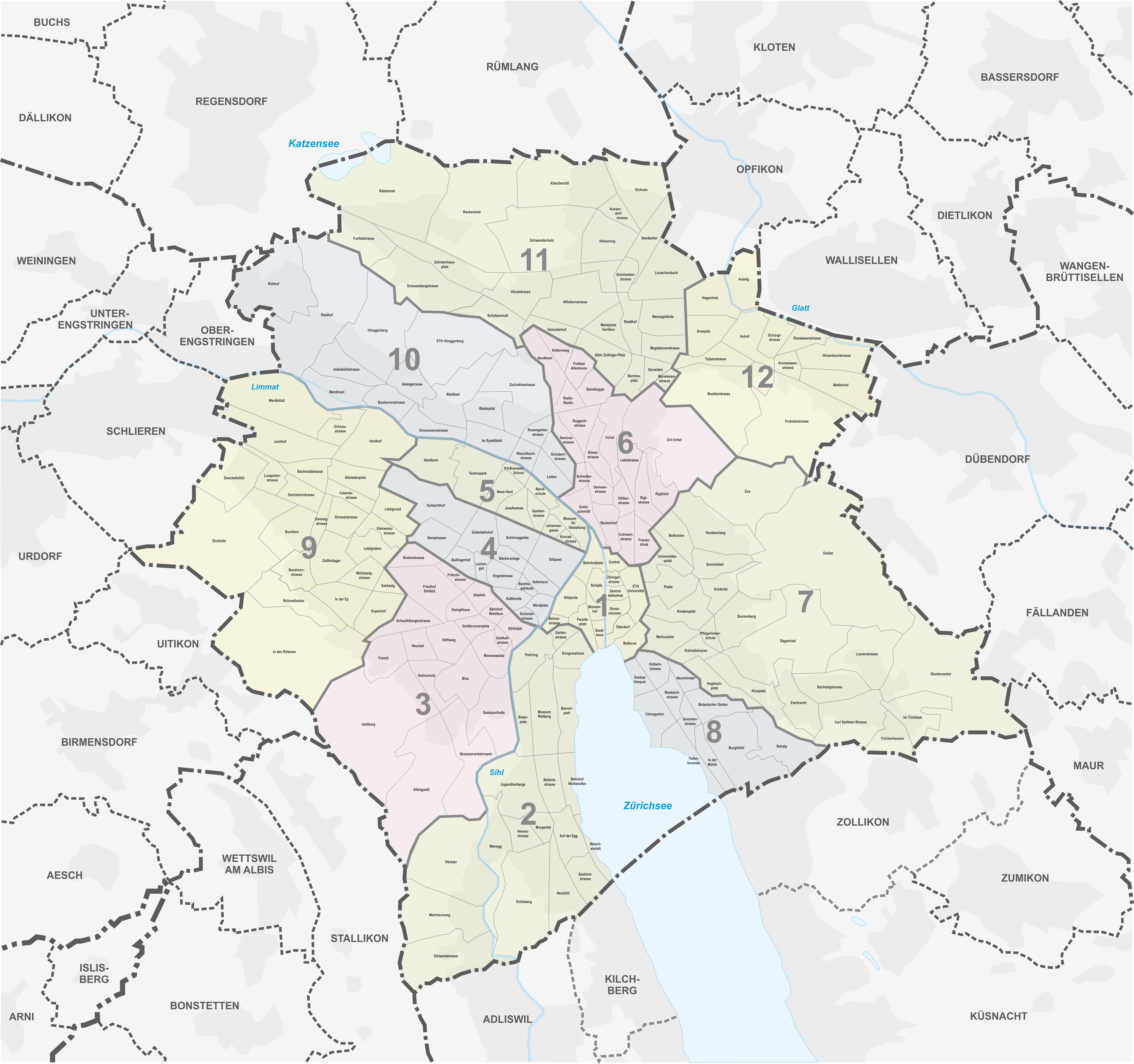
Statistische Zonen der Stadt Zürich

Die Dienstabteilung "Statistik Stadt Zürich" unterteilt die Stadt Zürich ausgehend von den 12 Kreisen bzw. 22 Stadtquartieren in 34 Statistische Quartiere und in über 200 (211 – Stand August 2014) statistische Zonen. Die Daten der Statistik Stadt Zürich sind nach diesen aufgeschlüsselt. Für alle 34 Quartiere werden sporadisch sogenannte Quartierspiegel veröffentlicht.
| Stadtkreis                | Wappen            | Statistische Quartiere | BFS-Code | Eingemeindung | Fläche in km² | Einwohner Dez. 2023 | Einwohner Dez. 2000 | Einwohner Dez. 1980 | Ausländer Dez. 2023 |
| ------------------------- | ----------------- | ---------------------- | -------- | ------------- | ------------- | ------------------- | ------------------- | ------------------- | ------------------- |
| Kreis 1 Altstadt          | Altstadt          | Rathaus                | 261011   | vor 1893      | 0,38          | 3'343               | 3'109               | 3'539               | 33,6 %              |
| Kreis 1 Altstadt          | Altstadt          | Hochschulen            | 261012   | vor 1893      | 0,56          | 695                 | 759                 | 1'034               | 35,4 %              |
| Kreis 1 Altstadt          | Altstadt          | Lindenhof              | 261013   | vor 1893      | 0,23          | 1'046               | 989                 | 1'331               | 28,1 %              |
| Kreis 1 Altstadt          | Altstadt          | City                   | 261014   | vor 1893      | 0,64          | 806                 | 929                 | 1'104               | 31,5 %              |
| Kreis 2                   | Wollishofen       | Wollishofen            | 261021   | 1893          | 5,75          | 21'181              | 16'102              | 16'708              | 31,6 %              |
| Kreis 2                   | Leimbach          | Leimbach               | 261023   | 1893          | 2,92          | 6'423               | 4'644               | 4'635               | 35,6 %              |
| Kreis 2                   | Enge              | Enge                   | 261024   | 1893          | 2,40          | 10'035              | 8'189               | 9'162               | 39,1 %              |
| Kreis 3 Wiedikon          | Wiedikon          | Alt-Wiedikon           | 261031   | 1893          | 1,85          | 18'115              | 14'789              | 13'920              | 34,7 %              |
| Kreis 3 Wiedikon          | Friesenberg       | Friesenberg            | 261033   | 1893          | 5,15          | 11'082              | 9'972               | 10'455              | 22,0 %              |
| Kreis 3 Wiedikon          |                   | Sihlfeld               | 261034   | 1893          | 1,64          | 21'753              | 20'887              | 21'775              | 32,0 %              |
| Kreis 4 Aussersihl        | Aussersihl        | Werd                   | 261041   | 1893          | 0,31          | 4'650               | 3'917               | 3'932               | 36,3 %              |
| Kreis 4 Aussersihl        | Aussersihl        | Langstrasse            | 261042   | 1893          | 1,13          | 11'982              | 10'237              | 11'949              | 40,1 %              |
| Kreis 4 Aussersihl        | Aussersihl        | Hard                   | 261044   | 1893          | 1,46          | 13'312              | 12'875              | 12'820              | 34,9 %              |
| Kreis 5 Industriequartier | Industriequartier | Gewerbeschule          | 261051   | 1893          | 0,73          | 9'689               | 9'824               | 9'563               | 31,9 %              |
| Kreis 5 Industriequartier | Industriequartier | Escher Wyss            | 261052   | 1893          | 1,27          | 6'185               | 1'929               | 1'514               | 32,5 %              |
| Kreis 6                   | Unterstrass       | Unterstrass            | 261061   | 1893          | 2,46          | 24'801              | 19'933              | 21'830              | 29,1 %              |
| Kreis 6                   | Oberstrass        | Oberstrass             | 261063   | 1893          | 2,64          | 10'887              | 9'864               | 10'665              | 30,9 %              |
| Kreis 7                   | Fluntern          | Fluntern               | 261071   | 1893          | 2,84          | 8'783               | 7'267               | 7'988               | 31,0 %              |
| Kreis 7                   | Hottingen         | Hottingen              | 261072   | 1893          | 5,05          | 11'489              | 10'147              | 11'052              | 28,8 %              |
| Kreis 7                   | Hirslanden        | Hirslanden             | 261073   | 1893          | 2,20          | 7'685               | 6'759               | 7'142               | 28,4 %              |
| Kreis 7                   | Witikon           | Witikon                | 261074   | 1934          | 4,93          | 11'690              | 9'544               | 9'404               | 28,8 %              |
| Kreis 8 Riesbach          | Riesbach          | Seefeld                | 261081   | 1893          | 2,45          | 5'777               | 4'989               | 6'216               | 40,1 %              |
| Kreis 8 Riesbach          | Riesbach          | Mühlebach              | 261082   | 1893          | 0,63          | 6'494               | 5'545               | 5'855               | 36,6 %              |
| Kreis 8 Riesbach          | Riesbach          | Weinegg                | 261083   | 1893          | 1,72          | 5'589               | 4'804               | 5'620               | 36,2 %              |
| Kreis 9                   | Albisrieden       | Albisrieden            | 261091   | 1934          | 4,60          | 23'526              | 16'445              | 17'812              | 28,3 %              |
| Kreis 9                   | Altstetten        | Altstetten             | 261092   | 1934          | 7,47          | 36'315              | 28'174              | 27'642              | 37,8 %              |
| Kreis 10                  | Höngg             | Höngg                  | 261101   | 1934          | 6,98          | 24'674              | 20'423              | 16'953              | 26,4 %              |
| Kreis 10                  | Wipkingen         | Wipkingen              | 261102   | 1893          | 2,11          | 16'737              | 15'704              | 16'548              | 27,3 %              |
| Kreis 11                  | Affoltern         | Affoltern              | 261111   | 1934          | 6,04          | 27'165              | 18'387              | 17'966              | 34,3 %              |
| Kreis 11                  | Oerlikon          | Oerlikon               | 261115   | 1934          | 2,67          | 23'959              | 17'876              | 16'558              | 40,1 %              |
| Kreis 11                  | Seebach           | Seebach                | 261119   | 1934          | 4,72          | 27'677              | 17'870              | 18'470              | 41,6 %              |
| Kreis 12 Schwamendingen   | Schwamendingen    | Saatlen                | 261121   | 1934          | 1,13          | 8'865               | 6'338               | 6'834               | 28,8 %              |
| Kreis 12 Schwamendingen   | Schwamendingen    | Schwamendingen-Mitte   | 261122   | 1934          | 2,23          | 11'421              | 10'479              | 10'961              | 46,1 %              |
| Kreis 12 Schwamendingen   | Schwamendingen    | Hirzenbach             | 261123   | 1934          | 2,62          | 13'251              | 11'281              | 11'661              | 36,7 %              |
| Zürich                    | Zürich            |                        |          |               | 91,88         | 447'082             | 360'980             | 370'618             | 33,6 %              |

### Schulkreise

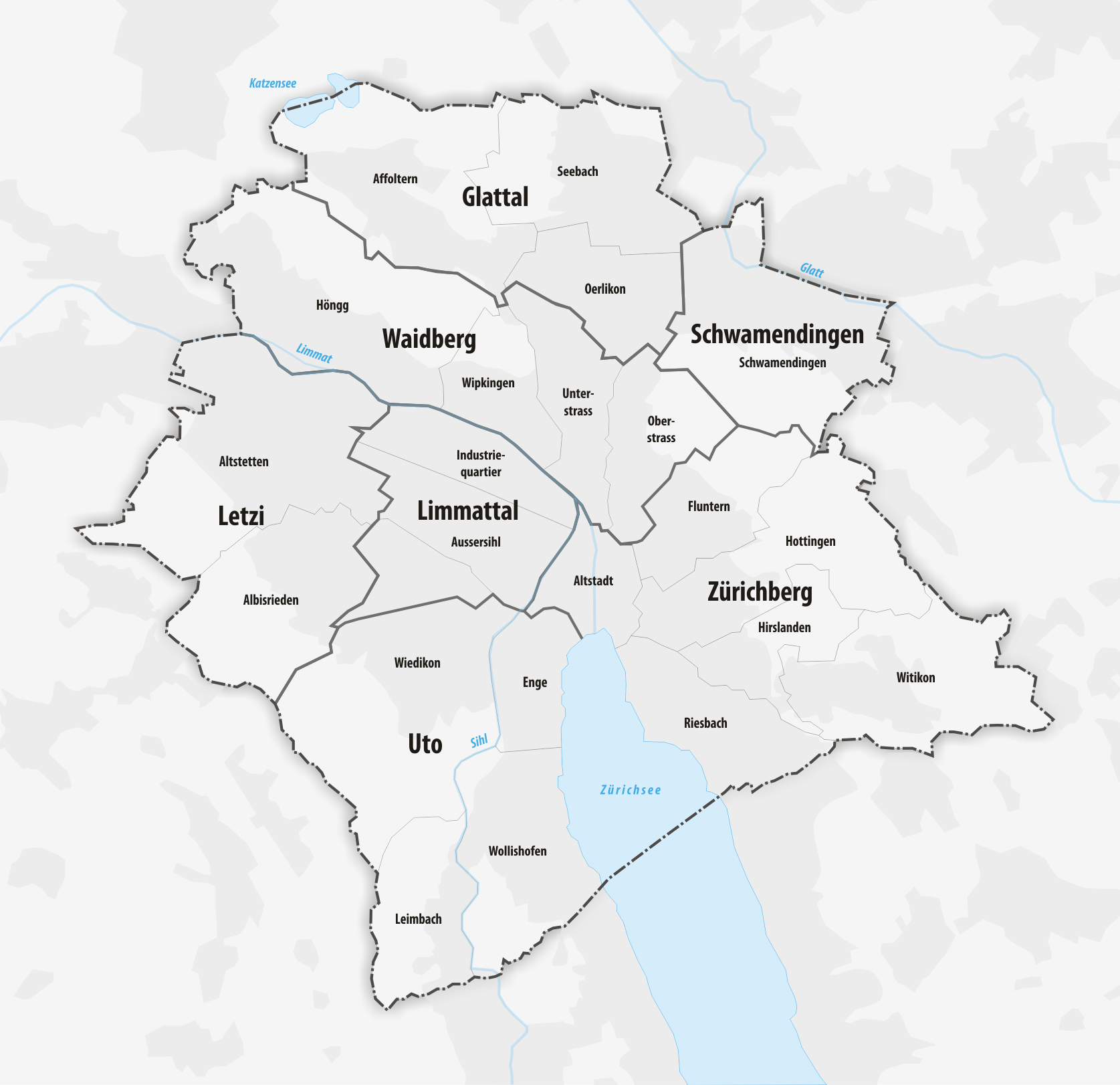
Schulkreise der Stadt Zürich

Die Volksschule ist in 7 Schulkreise gegliedert, deren Gebiete ebenfalls historisch gewachsen sind, sich jedoch nur zum Teil an den Stadtkreisen ausrichten. Die stimmberechtigte Bevölkerung der jeweiligen Schulkreise wählt eine Präsidentin oder einen Präsidenten im Hauptamt und die Mitglieder der Schulpflege im Nebenamt.

### Notariatskreise

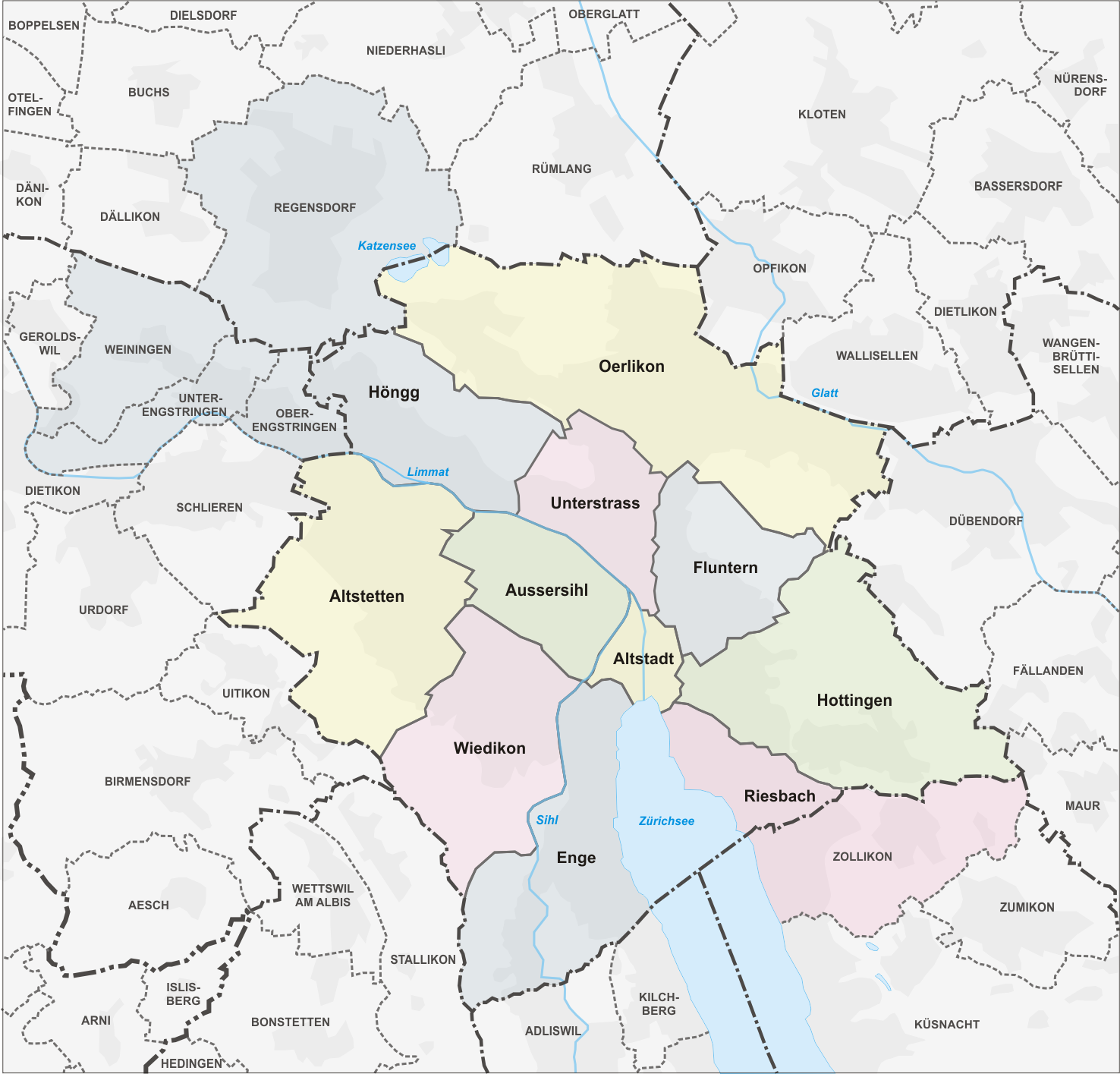
Notariatskreise der Stadt Zürich

Daneben gibt es in Zürich 11 Notariatskreise, wobei diese wiederum über das Stadtgebiet hinausgehen können. Die kantonal organisierten Notare, welche ebenfalls von der im jeweiligen Gebiet stimmberechtigten Bevölkerung gewählt werden, leiten das jeweilige Notariat, Grundbuch- und Konkursamt.

## Anderweitige Gliederungen

### Stadtquartiere
Die 22 Stadtquartiere – auch historische oder städtische Quartiere genannt – sind rein nominelle Gliederungen ohne politische Bedeutung. Sie erinnern jedoch an die ehemalig selbständigen Gemeinden und Orte, welche um die historische Stadt Zürich angeordnet waren und gegen Ende des 19. und zum Beginn des 20. Jahrhunderts zur Stadt Zürich zusammenwuchsen und politisch eingegliedert wurden. Zum Teil sind diese Quartiere zudem in ehemalige Ortsteile unterteilt. Die Altstadt, die Quartiere Aussersihl, Industrie, Riesbach, Schwamendingen und Wiedikon sind deckungsgleich mit den jeweiligen Stadtkreisen. Je zwei oder vier Gebiete der anderen Quartiere bilden die übrigen Kreise.

### Kirchgemeinden
Auf dem Gebiet der Stadt Zürich gibt es 23 römisch-katholische Kirchgemeinden und seit 2019 zwölf reformierte Kirchenkreise (zum Kreis Zehn gehört auch die Gemeinde Oberengstringen) sowie zwei reformierte Kirchgemeinden (Hirzenbach und Witikon).

### Postleitzahlen

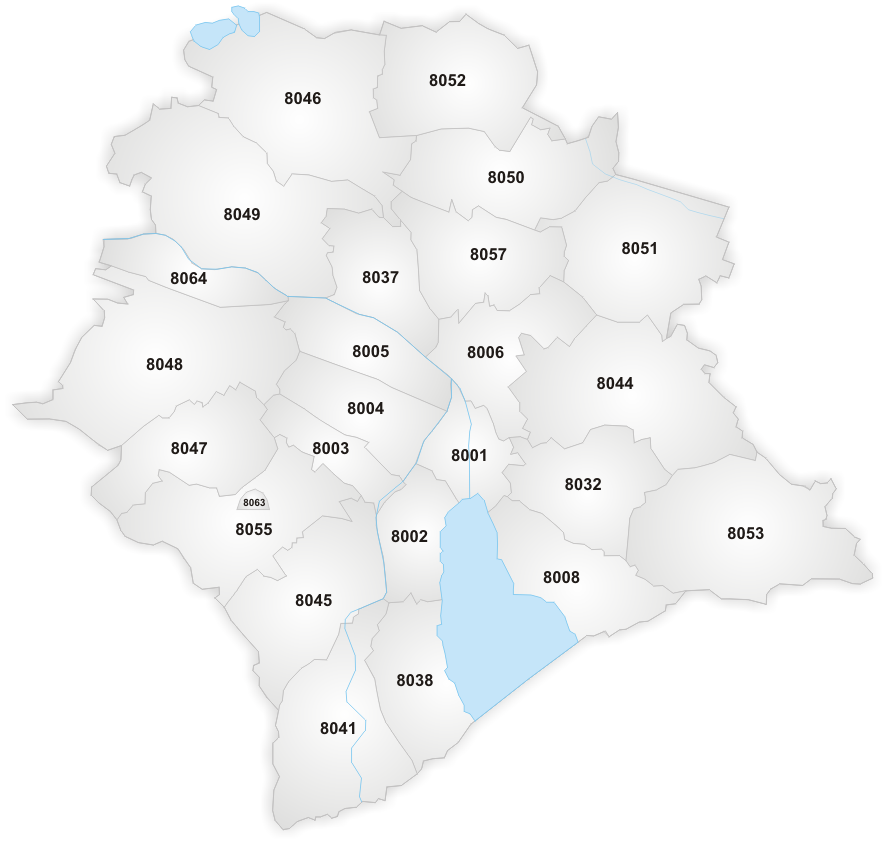
Postleitzahlen der Stadt Zürich

Die Postleitzahlen der Stadt Zürich beginnen immer mit 80** und beziehen sich entweder auf Briefträgerbezirke, Postfach-Stellen oder grosse Betriebe mit eigener Postleitzahl (8063 für das Stadtspital Triemli, 8070 für die Credit Suisse, 8090 für die kantonale Verwaltung, 8091 für das Universitätsspital Zürich, 8092 und 8093 für die ETH Zürich, 8098 für die UBS).